# Казахстанское международное бюро по правам человека и соблюдению законности
Казахстанское международное бюро по правам человека и соблюдению законности (КМБПЧ) (каз. Адам құқықтары мен заңдылықты сақтау жөніндегі Қазақстан халықаралық бюросы (АҚмЗСЖҚХБ)  англ. Kazakhstan International Bureau for Human Rights and Rule of Law (KIBHR) ) - неправительственная некоммерческая организация, в организационно-правовой форме общественного объединения, образована летом 1993 года группой казахстанских правозащитников и активистов гражданского общества при поддержке американской неправительственной общественной правозащитной организации Union of Councils for Soviet Jews.

## Цели и Задачи
Заявленными целями КМБПЧ являются:
- содействие соблюдению гражданских и политических прав[3] и свобод;
- развитие гражданского общества через просвещение, сбор и распространение информации;
- проведение эдвокаси;
- анализ законодательства и его приведение к международным стандартам и пр.

## Структура
Высшим руководящим органом КМБПЧ является Общее собрание его членов. Высшим исполнительным органом – Совет КМБПЧ. Высшим должностным лицом является директор КМБПЧ - Евгений Жовтис.
Наряду с головным офисом, находящимся в городе Алматы, действует городской филиал КМБПЧ в столице Казахстана - Астане, а также областные филиалы в городах: Актау, Актобе, Караганде, Костанае, Павлодаре, Уральске (ЗКО), Усть-Каменогорске (ВКО) и Шымкенте (ЮКО). В городе Талдыкорган работает представитель КМБПЧ по Алматинской области. До августа 2016 года действовало представительство КМБПЧ по Жамбылской области в Таразе.

### Центры КМБПЧ
Казахстанское международное бюро по правам человека и соблюдению законности состоит из четырех центров, имеющих свои задачи и цели:
- Правозащитный центр (ПЦ) - состоит из юристов КМБПЧ, которые занимаются анализом национального законодательства[5] в области прав человека (в том числе и ребенка [6]) и оказанием бесплатной консультационной правовой помощи гражданам (в основном, представителям малоимущих слоев населения). В составе правозащитного центра действуют:
  - волонтерский центр, в котором работают студенты-юристы;
  - общественная приемная, в которой ведется прием граждан с обращениями о нарушениях их прав и свобод;
- Информационно-мониторинговый центр (ИМЦ) - состоит из группы, занимающейся мониторингом соблюдения прав человека в Казахстане и распространением информации об этом в казахстанских и зарубежных СМИ и в Интернете. Сотрудники ИМЦ осуществляют электронную рассылку мониторинга «Ситуация с правами человека в Казахстане» и редактирование веб-сайта КМБПЧ.
- Образовательный центр (ОЦ) - состоит из сотрудников КМБПЧ, которые проводят обучение по правам человека при помощи различных тренингов, лекций, семинаров и распространения методических материалов по правам человека.
- Волонтерский центр (ВЦ) - состоит из волонтеров, которые предоставляют бесплатные консультации гражданам по юридическим вопросам. Данный центр ответственен за проведение ежегодных Школ по правам человека.

### Сотрудничество с другими организациями
Для достижения уставных целей КМБПЧ участвует в коалициях и объединениях с другими организациями. В частности:
- Коалиция НПО Казахстана против пыток [7]
- Коалиция НПО «20-шы бап» [8]
- Коалиция НПО по написанию альтернативных докладов в конвенционные органы ООН (представление докладов по УПО, МПГПП, КПП, КПР и т.д.) [9]
- Коалиция НПО Казахстана по мониторингу выполнения Национального плана действий в области прав человека на 2013-2019 гг. [10][11]
- Рабочая группа НПО Казахстана «По защите прав детей» [12]

Также КМБПЧ является членом крупных международных объединений:
- С 3 декабря 2011 года - член международной платформы «Гражданская солидарность»;[13]
- С апреля 2013 года член Международной федерации по правам человека (FIDH).[14]

### Членство в КМБПЧ
КМБПЧ имеет фиксированное членство. Членом общественного объединения может стать каждый, кто разделяет цели организации и занимается правозащитной деятельностью.

## История
Казахстанское международное бюро по правам человека и соблюдению законности (КМБПЧ) было основано летом 1993 года совместным решением группы казахстанских правозащитников и активистов гражданского общества при поддержке американской неправительственной организации «Union of councils» («Объединение Советов»), занимающейся проблемами фашизма, расизма, ксенофобии, антисемитизма и иных проявлений этнической нетерпимости в бывшем Советском Союзе.
8 февраля 1995 года организация была зарегистрирована Министерством юстиции Республики Казахстан со статусом международного общественного объединения.
4 марта 1997 года организация прошла перерегистрацию и была преобразована в учреждение - Казахстанское международное бюро по правам человека и соблюдению законности (КМБПЧ), учредителями которого стали десять физических лиц – девять граждан Казахстана и один гражданин США.
4 ноября 1999 года в офисе Казахстанского Международного бюро по правам человека и соблюдению законности произошел пожар, в результате которого полностью выгорел кабинет директора бюро Евгения ЖОВТИСА, уничтожена большая часть рабочих документов директора бюро и его заместителя Жемис Турмагамбетовой, а также основная часть документации КМБПЧ и вся база данных по нарушениям прав человека в Республике Казахстан, по внешним и межрегиональным контактам Бюро, по мониторингу и правозащитной сети РК. Сотрудники КМБПЧ подозревают, что это был умышленный поджог.
30 апреля 2002 года в связи с принятием нового налогового законодательства организация прошла перерегистрацию и с этого момента является некоммерческой организацией в организационно-правовой форме республиканского общественного объединения, инициаторами создания которого явились 11 граждан Казахстана - бывшие учредители и сотрудники КМБПЧ.
15 августа 2005 года был взломан и разграблен офис КМБПЧ, в результате чего были похищены 10 компьютерных процессоров и 5 жидкокристаллических мониторов, в оставшихся компьютерах были сняты жесткие диски. Таким образом, КМБПЧиСЗ лишилось практически всей информации, находившейся в электронном виде, накопленной за последние несколько лет, а работа организации была парализована. Данное событие произошло в канун президентских выборов 2005 года.
3 сентября 2009 года решением Балхашского районного суда Алматинской области был приговорен к четырем годам лишения свободы с отбыванием наказания в колонии-поселении директор КМБПЧ Евгений Жовтис.
1 февраля 2012 года судом №2 города Усть-Каменогорска он был освобожден в результате амнистии.
20 апреля 2012 года и.о. директора КМБПЧ Роза Акылбекова официально сменила Евгения Жовтиса на посту директора КМБПЧ.

## Результаты деятельности КМБПЧ
За весь период своей деятельности КМБПЧ (на начало 2015 г.) было:
- реализовано свыше 130 проектов, направленных на продвижение прав и свобод человека в Казахстане;
- проведено более 100 конференций, семинаров, круглых столов, тренингов для сотрудников государственных органов и представителей гражданского общества;
- выпущено несколько десятков наименований учебной и просветительской правозащитной литературы;
- оказана первичная юридическая помощь около 60 000 казахстанским гражданам, иностранцам, лицам без гражданства и беженцам, жертвам пыток и бесчеловечного отношения[22].

КМБПЧ внесло определенный вклад в ряд системных изменений в области прав человека в Казахстане, в частности:
- по отмене выездных виз;
- по реформированию пенитенциарной системы Казахстана;
- по борьбе с дискриминацией и неравенством;[23]
- по фактической отмене смертной казни в стране;
- по развитию системы ювенальной юстиции;
- по введению суда присяжных;
- по реформированию уголовного, уголовно-исполнительного законодательства и правоприменительной практики;
- по присоединению Республики Казахстан к основным международным инструментам в области прав человека;
- по борьбе с пытками и другими видами жестокого и бесчеловечного обращения и наказания и решению ряда других вопросов, связанных с реализацией политических прав и гражданских свобод в Казахстане.

## Поддержка КМБПЧ
За весь период своего существования КМБПЧ так или иначе поддерживали и продолжают поддерживать:
- Организация Объединенных Наций (Управление Верховного комиссара ООН по делам беженцев, Управление Верховного комиссара ООН по правам человека, ПРООН, ЮНИСЕФ, ЮНИФЕМ, Фонд ООН в поддержку жертв пыток и др.);
- Организация по безопасности и сотрудничеству в Европе (Бюро по демократическим институтам и правам человека ОБСЕ, Центр ОБСЕ в г.Алматы, Центр ОБСЕ в г.Астана);
- Европейский Союз (Европейская инициатива в области демократии и прав человека, Европейская Комиссия);
- Правительства США, Великобритании, Германии, Нидерландов, Швейцарии, Норвегии, Финляндии, Канады;
- Международная организация по миграции;
- Неправительственные организации и фонды (Институт Открытого Общества, Фонд «Сорос-Казахстан», Национальный Фонд поддержки демократии (США), Гуманистической институт по развитию сотрудничества с другими странами ХИВОС (Нидерланды), Фонд Макартуров, Фонд им.Фридриха Эберта (Германия), Каунтерпарт Консорциум (США), Americal Legal Consortium (США), Объединение Советов, Международная Тюремная Реформа, Институт по освещению войны и мира (Великобритания), Фридом Хаус, Фонд «Евразия», Сеть общественных организаций «Банквотч», Национальный демократический институт (США), Нидерландский Хельсинкский комитет, Норвежский Хельсинкский комитет  и др.

## Премии и награды КМБПЧ
Деятельность КМБПЧиСЗ признана на международном уровне присуждением организации, её директору Евгению Жовтису и её сотрудникам различных наград, в том числе:
- 1998 год - международная премия США и Европейского союза в области развития демократии и гражданского общества;[25]
- 1999 год - премия Международной Лиги прав человека;[26]
- 2004 год - премия Европейского союза в области развития демократии и гражданского общества;
- 2005 год - премия признания Международной Хельсинкской Федерации;[27]
- 2007 год - премия Фонда им. Фридриха Эберта (Германия) в области прав человека;[28]
- 2010 год - премия им. Андрея Сахарова Норвежского Хельсинкского Комитета;[29]
- 2013 год - медаль омбудсмена Польши «За заслуги в защите прав человека».[30]

## КМБПЧ в интернете
- Web-site
- Facebook
- twitter
- Google plus
- ВКонтакте
- Youtube
- Youvision